# Норрин Радд (киноперсонаж)
Норрин Радд (англ. Norrin Radd) — персонаж дилогии «Фантастическая четвёрка» Тима Стори от студии 20th Century Fox, основанный на одноимённом супергерое Marvel Comics, созданном сценаристом Стэном Ли и художником Джеком Кирби. Роль Радда исполнил Даг Джонс, а Лоренс Фишберн озвучил персонажа. Широко известен под псевдонимом Серебряный Сёрфер (англ. Silver Surfer).
Уроженец планеты Зенн-Ла Норрин Радд был вынужден стать слугой космической сущности, известной как Пожиратель миров Галактус, чтобы защитить родной мир и дорогих ему людей. Долгое время Радд бороздил по просторам космоса, обнаруживая новые планеты, чтобы насытить своего хозяина. Одной из таких планет стала Земля, которую Норрин счёл подходящей пищей для Галактуса. Тем не менее, пребывание Радда на третьей планете Солнечной системы привело к многочисленным аномалиям, которые привлекли внимание супергероев в лице Фантастической четвёрки. Команда была вынуждена сотрудничать с их злейшим врагом Виктором фон Думом, чтобы разлучить так называемого Серебряного Сёрфера с доской, источником его силы. Во время нахождения в плену у армии США Норрин вдохновился отвагой землян, в частности Сьюзан Шторм, которая напомнила ему бывшую возлюбленную, и восстал против Галактуса, положив конец вселенскому геноциду.
И Джонс и Фишберн были удостоены положительных отзывов критиков и фанатов Marvel за исполнение роли Серебряного Сёрфера. Он должен был появиться в собственном спин-оффе к картине 2007 года, однако производство фильма было, в конечном итоге, отменено.

## Создание образа

### Первое появление персонажа
Серебряный Сёрфер был придуман Джеком Кирби и впервые появился в комиксе Fantastic Four #48 (март 1966), первой части арки из трёх выпусков, которую фанаты назвали The Galactus Trilogy.
Появление Серебряного Сёрфера изначально не планировалось в Fantastic Four #48 (март 1966). В 1960-х годах сценарист серии Стэна Ли и художник-соавтор Джек Кирби разработали совместную технику, известную как «Метод Marvel», заключающуюся в том, что оба деятеля совместно придумывали сюжет для каждого отдельного выпуска. При этом Кирби работал над кратким синопсисом для иллюстрации отдельных сцен и общих деталей сюжета, а Ли писал диалоги и историю в целом. Когда Кирби набросал черновой вариант сюжета для выпуска #48 в нём фигурировал ранее не задуманный персонаж. В 1995 году Ли вспоминал: «В середине истории, которую мы так тщательно проработали, был какой-то чокнутый на летающей доске для сёрфинга». Затем Ли подумал: «Джек, на этот раз ты зашёл слишком далеко». Кирби объяснил, что у придуманного ими антагониста истории, богоподобного космического Пожирателя планет по имени Галактус должен быть своего рода вестник, который передвигался на доске для сёрфинга потому что художнику надоело рисовать космические корабли. Ли восхитило благородство нового персонажа, который бросил вызов своему хозяину, чтобы помочь защитить Землю, в результате чего сценарист отбросил свой скептицизм и решил раскрыть его более детально. Это привело к тому, что Серебряный Сёрфер стал ключевым элементом сюжетной арки.
После своего первого появления в выпуске #48 Сёрфер вернулся на страницах Fantastic Four #55–61, 72 и 74–77 (октябрь 1966 — август 1968) в качестве одного из центральных персонажей. Персонаж обзавёлся собственной побочной историей в Fantastic Four Annual #5 (ноябрь 1967).
В следующем году Ли запустил сольную серию комиксов про персонажа под названием The Silver Surfer. Джон Бьюсема рисовал первые 17 выпусков серии, а начиная с выпуска #18 его сменил Кирби вплоть до закрытия серии. Первые семь выпусков, которые включали в себя побочные истории Tales of the Watcher, представляли собой 72-страничные «комиксы-гиганты» стоимостью в 25 центов, в отличие от стандартных 36-страничных комиксов того времени стоимостью в 12 центов. Комиксы повествовали об изгнании Сёрфера на Землю, где благородный герой наблюдал за проявлением человеческих пороков. Несмотря на недолгое существование серии, она была названа одной из самых глубоких и интроспективных работ Ли.
После закрытия серии Сёрфер фигурировал в качестве камео или антагониста в комиксах Thor, The Defenders и Fantastic Four. Ли настолько любил персонажа, что даже просил других сценаристов не использовать Сёрфера в их сюжетах, а также работал с Кирби над графическим романом о персонаже 1978 года, единственной оригинальной истории, представленной в Marvel Fireside Books.

### Ранние попытки адаптации в кино
В 1991 году Эрик Флеминг и Стивен Робин, два студента из школы Школы киноискусств Университета Южной Калифорнии, обращались к Marvel Studios и продюсеру Бернду Айхингеру, чтобы получить разрешения на создание короткометражного фильма с участием Серебряного Сёрфера в качестве доказательства концепции использования CGI в создании реалистичной серебряной фигуры человека. Эта короткометражка была снята к 1992 году, вскоре после выхода «Терминатор 2: Судный день», в котором фигурировал аналогично показанный персонаж, вызвал значительный интерес со стороны крупных студий в проекте Серебряный Сёрфер с характеристиками длины. Эндрю Кевин Уокер написал сценарий для полнометражного фильма для студии 20th Century Fox в 2000 году, но ничего из этого не вышло.

### Кастинг и исполнение
В июне 2006 года Серебряный Сёрфер был заявлен на участие в сиквеле фильма «Фантастическая четвёрка» (2005) как «герой/злодей». До того, как Лоренс Фишберн был нанят студией, чтобы озвучить Сёрфера, создатели сомневались, что персонаж будет разговаривать. В сентябре актёр Даг Джонс был утверждён как исполнитель роли Норрина Радда. «Вторжение Серебряного сёрфера» и «Хеллбой: Герой из пекла» (2004) остаются единственными фильмами в карьере актёра, где его персонажей озвучивали другие люди.
На момент съёмок в фильме «Фантастическая четвёрка: Вторжение Серебряного сёрфера» Джонс заключил контракт на появление в трёх фильмах с участием персонажа, включая сольный проект. После возвращения прав на киноадаптацию Фантастической четвёрки в Marvel Studios и присоединения персонажей и их окружения к медиафраншизе «Кинематографическая вселенная Marvel», Джонс выразил интерес в повторении роли Сёрфера.

### Визуальные эффекты
Сёрфер был создан путём объединения тела актёра Дага Джонса, серо-серебряного костюма, придуманного Хосе Фернандесом и созданного магазином FX Spectral Motion, а затем был улучшен новой компьютерной системой, разработанной WETA.

## Биография
Норрин Радд родился на планете Зенн-Ла, где состоял в отношениях с неназванной женщиной. Когда над его родным миром нависла угроза в лице Пожирателя миров Галактуса, Норрин согласился стать его вестником в обмен на безопасность Зенн-Ла и своей возлюбленной. Галактус наградил его доской, которая предоставила Радду доступ к космической силе, а также выступала маячком, при помощи которого Пожиратель миров мог определить местоположение своего герольда. На службе у Галактуса Норрин обнаружил для него несколько планет, каждая из которых в конечном итоге погибала, чтобы утолить голод его господина.

### Вторжение на Землю и восстание против Галактуса
В какой-то момент Норрин посетил третью планету Солнечной системы под названием Земля и изучил её, прежде чем вызвать Галактуса. За время его присутствия произошли многочисленные природные аномалии, которые привлекли внимание общественности. Одним из таких людей был Виктор фон Дум, которому удалось установить алгоритм передвижения Радда и выявить его следующее местоположение. Дум предложил пришельцу объединиться и покорить планету, однако тот не был заинтересован в этом, поскольку судьба Земли уже была предрешена. Возмущённый отказом Виктор атаковал его в спину, после чего Норрин сбил его с ног космической энергией, которая исцелила изуродованное лицо его собеседника, после чего ушёл. Некоторое время спустя, он ненароком прервал свадьбу Рида Ричардса и Сьюзан Шторм. Её младший брат Джонни отправился за ним в погоню, но был выведен из строя после физического столкновения, изменившее структуру его молекул, в результате чего Шторм начал меняться силами со своими товарищами по команде при прямом контакте. Также именно Джонни начал идентифицировать Радда как «Серебряного Сёрфера».
Оказавшись не в состоянии самостоятельно одолеть Сёрфера, Фантастическая четвёрка под напором армии США была вынуждена объединить усилия с Думом, совместно разработав вместе с ним план по разделению Норрина с его доской, выступавшей источником космической силы. Находясь в плену у военных, Радд побеседовал со Сьюзан Шторм, которая напомнила ему его возлюбленную и посеяла в его душе сомнения относительно правильности службы Галактусу. В то время как Пожиратель миров приближался к Земле всё ближе, Дум предал Четвёрку и забрал доску Сёрферу, приобретя его силы. Он попытался убить Норрина, однако Сьюзан заслонила его своим телом. Благодаря совместным усилиям Джонни Шторма и Бена Гримма, Сёрфер воссоединился со своей доской и исцелил Сьюзан, попросив Рида Ричардса передать ей, что она была права, сказав, что «выбор есть всегда». Затем Норрин восстал против Галактуса и использовал свою силу, чтобы убить его, по всей видимости пожертвовав собственной жизнью. Тем не менее, в сцене после титров было показано парящее тело Серебряного Сёрфера, который, в конечном итоге, открыл глаза.

## Другие появления
В 2007 году компания Visual Concepts разработала для 2K игру Fantastic Four: Rise of the Silver Surfer (2007), по мотивам одноимённого фильма. Серебряного Сёрфера озвучил Брайан Блум.

### Отменённый спин-офф
В год выхода фильма «Фантастическая четвёрка: Вторжение Серебряного сёрфера» компания 20th Century Fox начала разработку спин-оффа про Серебряного Сёрфера и наняла Дж. Майкла Стражински в качестве сценариста. Стражински заявил, что фильм должен был послужить продолжением картины 2007 года, в то же время подробно раскрывая историю происхождения Серебряного Сёрфера и демонстрируя более каноничную версию Галактуса. В середине 2009 года Стражински выразил сомнение относительно выхода спин-оффа из-за негативной критики и плохих кассовых сборов «Вторжения Серебряного сёрфера».

## Критика и влияние
Screen Rant включил Серебряного Сёрфера в свой список «10 вещей из оригинальной „Фантастической четвёрки”, которые прошли проверку временем», а также в список «10 лучших существ Дага Джонса». Кроме того, Даг Джонс был включён в список «10 забытых актёров, которые хорошо показали себя в супергеройских фильмах». Comic Book Resources оценил работу Фишберна и компьютерную графику, назвав её «потрясающей».
Дана Стивенс из Slate высоко оценила визуализацию киноверсии персонажа: «Передвигающийся по небу на своей доске Серебряный Сёрфер выглядит великолепно (хотя выпуклость его таза, подобно кукле Кену, отвлекает — разве он не мог надеть супершорты?). Марк Савлоу из The Austin Chronicle назвал Сёрфера «единственным интересным персонажем в продолжении, которое отупело до уровня начальной школы».
С другой стороны, Питер Брэдшоу из The Guardian раскритиковал «глупый внешний вид персонажа»: «Обнажённое ртутное существо, передвигающееся на доске для сёрфинга в старом стиле. У него нет гениталий Экшнмена и сосков (мужская анатомическая причуда, присущая очень многим творениям Стэна Ли), но имеются ягодицы, которые большую часть времени тактично расположены за кадром».

### Товары
В 2007 году Hasbro выпустила фигурку Серебряного Сёрфера, основанную на его образе из фильма 2007 года.